# Podengo galego
För andra betydelser, se Podenco.
Podengo galego är en hundras från Galicien i nordvästra Spanien. Rasen heter podengo och inte podenco eftersom galiciskan står närmare portugisiskan än spanskan. Den är en jagande pariahund. Rasen är inte erkänd av den spanska kennelklubben Real Sociedad Canina en España (RSCE). Rasen är sedan 1999 under utveckling under överinseende av Galiciens regionregerings jordbruksmyndighet. 2001 publicerades en rasstandard och 2002 bildades en regional rasklubb.